# Newfield Hamlet
Newfield Hamlet – jednostka osadnicza w Stanach Zjednoczonych, w stanie Nowy Jork, w hrabstwie Tompkins.